# イシカワ
株式会社イシカワは、山形県新庄市に本社を置く、工業薬品、衛生材料、介護用品の小売、農薬の小売、不動産賃貸業、カメラ販売、プリント生産小売、撮影を中心とする企業。

## 沿革
- 1873年（明治6年） - 積善堂[2]と称し、新庄藩士の家系であった石川家が醤油味噌製造販売にて創業[3]。
- 1904年（明治37年） - マルイ組製糸工場設立。
- （時期不明） - 書籍・文房具等の販売種々の運営を兼ねながら石川薬舗として薬業経営に進出。
- 1952年（昭和27年）？ - 株式会社として改組し株式会社石川弥五郎薬局（石川薬局）として薬品などの小売りを中心に営業。
- 1963年（昭和38年）9月 - 株式会社石川弥五郎薬局 農薬卸部門と薬品卸部門をそれぞれ分割。
  - 前者を 石川農薬商事株式会社 と称し、後に 株式会社イシカワ として現在の薬品部門、カメラ部門、不動産部門と同時に合併改組する。
  - 後者は山形県鶴岡市の 金屋中西薬品株式会社 卸部（武田薬品系）及び山形県酒田市の 西田薬品 卸部と合併し山和薬品商事株式会社 を設立。その後、 新潟鈴木商店 と合併し 株式会社ニチエー （株式5.5%所有）を設立し代表権を有す。現　バイタルネット株式会社の前身である。
- 2006年（平成18年）10月 - 株式会社イシカワ の農業資材、農業薬品卸　部門を切り離し子会社とし、 アグロ石川株式会社 として分社化設立、支配的ホールデング会社となる。その株式の100％を 株式会社イシカワ が所有。その代表権を有す。平成25年1月 株式会社小泉商事 と合併売却す[4]。

## 主な取引先
- 武田薬品工業
- バイタルネット
- 三共
- 日産化学工業
- 富士写真フイルム
- REI
- 山形銀行、荘内銀行、新庄信用金庫